# 동두천송내초등학교
동두천송내초등학교는 대한민국 경기도 동두천시에 있는 공립 초등학교이다.

## 연혁
- 1944. 04. 10 양명학원 사설강습소로 개교
- 1946. 11. 09 동두천초등학교 지행분교장으로 승격
- 1949. 10. 20 송내국민학교로 승격·5학급편성
- 1949. 10. 20 초대 심윤섭교장 취임
- 1950. 05. 07 제1회 졸업식 거행
- 1975. 02. 15 제26회 졸업식 (총 3204명 졸업)
- 1975. 02. 28 폐교, 생연초등학교로 학적이관
- 2003. 03. 01 동두천송내초등학교 설립인가
- 2003. 09. 01 동두천송내초등학교 재개교(11학급 270명) - 구 송내국민학교 전통계승
- 2003. 09. 01 제11대 임승출 교장 취임
- 2006. 03. 01 제12대 정화수 교장 부임
- 2003. 09. 08 동두천송내초등학교 병설유치원 개원
- 2005. 09. 01 어학실 설치
- 2010. 09. 01 제13대 박상무 교장선생님 취임
- 2011. 08. 14 다목적실 천장 교체
- 2011. 12. 08 유치원 놀이 시설 개선
- 2012. 08. 21 교실 출입문 교체
- 2012. 08. 21 유치원 바닥 환경개선
- 2013. 01. 21 교실 창문 안전바 설치
- 2013. 02. 25 교실 창문 롤스크린 설치
- 2013. 07. 01 옥상 방수 공사
- 2013. 07. 25 교사 동편 계단의 안전벽 설치
- 2013. 12. 23 송내 발자취 ‘역사관’ 개관
- 2014. 01. 31 교내 방송시설 교체 및 재정비
- 2014. 02. 10 교과특성화 학교 2회째 지정 (배드민턴)
- 2014. 02. 14 제37회 졸업 (졸업생 115명, 총 4373명 졸업)
- 2014. 03. 01 일반 23학급. 특수 1. 유치원 1학급 편성
- 2016. 09. 01 제14대 신외남 교장 부임
- 2020. 03. 01 제15대 안상란 교장 취임